# Eryngium pulchellum
Eryngium pulchellum är en flockblommig växtart som beskrevs av Rodolfo Amando Philippi. Eryngium pulchellum ingår i släktet martornar, och familjen flockblommiga växter. Inga underarter finns listade i Catalogue of Life.